# NCAA Division I 2005 (pallavolo maschile)
La NCAA Division I 2005 si è svolta dal 5 al 7 maggio 2005: al torneo hanno partecipato 4 squadre di pallavolo universitarie e la vittoria finale è andata per la quinta volta alla Pepperdine.

## Squadre partecipanti
- 01)  Pepperdine
- 02)  Penn State
- 03)  UC Los Angeles
- 04)  Ohio State

## Final Four
|  | Semifinali 5 maggio | Semifinali 5 maggio | Semifinali 5 maggio |                |   | Finale 7 maggio | Finale 7 maggio | Finale 7 maggio |  |
|  |                     |                     |                     |                |   |                 |                 |                 |  |
|  | 1                   | Pepperdine          | 3                   |                |   |                 |                 |                 |  |
|  | 1                   | Pepperdine          | 3                   |                |   |                 |                 |                 |  |
|  | 4                   | Ohio State          | 0                   |                |   |                 |                 |                 |  |
|  | 4                   | Ohio State          | 0                   |                | 1 | Pepperdine      | 3               |                 |  |
|  |                     |                     |                     |                | 1 | Pepperdine      | 3               |                 |  |
|  |                     |                     | 3                   | UC Los Angeles | 2 |                 |                 |                 |  |
|  | 2                   | Penn State          | 3                   | UC Los Angeles | 2 | 0               |                 |                 |  |
|  | 2                   | Penn State          |                     |                |   |                 |                 |                 |  |
|  | 3                   | UC Los Angeles      | 3                   |                |   |                 |                 |                 |  |

### Semifinali
| 5 maggio Pauley Pavilion, Los Angeles | Pepperdine | 3 - 0 | Ohio State     | 30-16, 31-29, 30-26 |
| 5 maggio Pauley Pavilion, Los Angeles | Penn State | 0 - 3 | UC Los Angeles | 20-30, 24-30, 27-30 |

### Finale
| 7 maggio Pauley Pavilion, Los Angeles | Pepperdine | 3 - 2 | UC Los Angeles | 30-23, 23-30, 24-30, 30-25,15-10 |

## Premi individuali
Al termine della finale viene assegnato il premio di Most Outstanding Player al miglior giocatore della finale e vengono eletti i sei giocatori che fanno parte dell'All-Tournament Team.
| Premio                  | Giocatrice      | Squadra        |
| ----------------------- | --------------- | -------------- |
| Most Outstanding Player | Sean Rooney     | Pepperdine     |
| All-Tournament Team     | Jon Parfitt     | Pepperdine     |
| All-Tournament Team     | Jonathan Winder | Pepperdine     |
| All-Tournament Team     | Paul Johnson    | UC Los Angeles |
| All-Tournament Team     | Jonathan Acosta | UC Los Angeles |
| All-Tournament Team     | Alex Gutor      | Penn State     |
| All-Tournament Team     | Mark Greaves    | Ohio State     |